# Xấu hổ (cảm xúc)

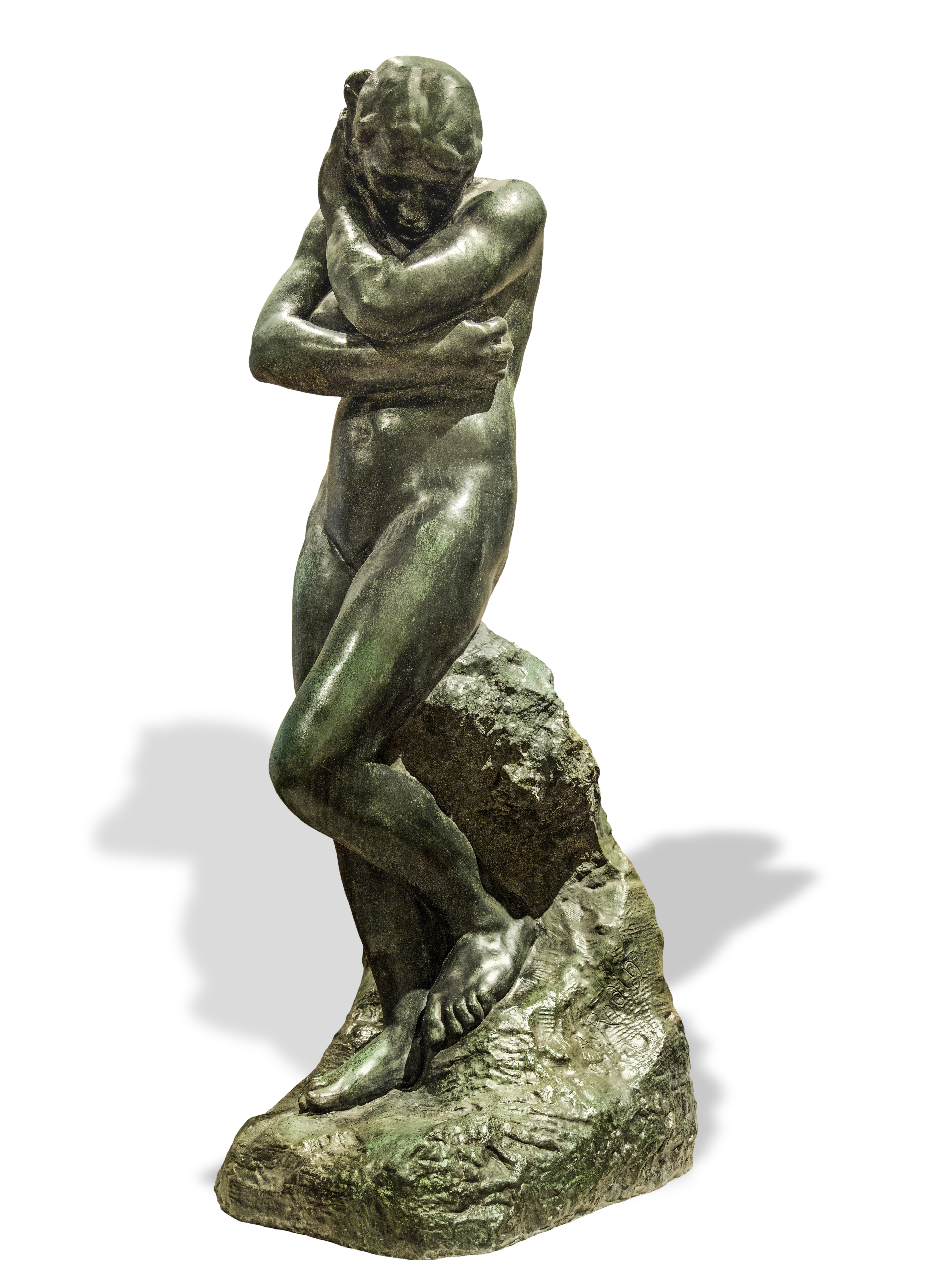
Eva cúi đầu che mình trong xấu hổ trong tác phẩm Eve after the Fall của Rodin

Xấu hổ là một cảm xúc tự ý thức khó chịu thường liên quan đến đánh giá tiêu cực về bản thân, động lực không muốn giao tiếp và cảm giác đau khổ, bị phơi bày, không tin tưởng, bất lực và vô dụng.

## Định nghĩa
Sự xấu hổ tự nhiên có một hàm ý tiêu cực, nhưng nó giúp xác định ranh giới của những mưu cầu tích cực trong một số trường hợp. Định nghĩa của sự xấu hổ là một cảm xúc rời rạc, cơ bản, được mô tả như một cảm xúc đạo đức hoặc xã hội khiến mọi người che giấu hoặc phủ nhận những hành động sai trái của họ. Trọng tâm của sự xấu hổ là ở bản thân hoặc cá nhân; đó là cảm xúc duy nhất không ổn định đối với cá nhân và chức năng ở cấp độ nhóm. Xấu hổ cũng có thể được mô tả như một cảm xúc tự ý thức khó chịu liên quan đến đánh giá tiêu cực về bản thân. Sự xấu hổ có thể là một cảm xúc đau đớn được coi là "so sánh hành động của bản thân với tiêu chuẩn của bản thân" nhưng cũng có thể xuất phát từ việc so sánh trạng thái của bản thân với tiêu chuẩn bối cảnh xã hội lý tưởng. Một số thang đo đo sự xấu hổ để đánh giá các trạng thái cảm xúc, trong khi các thang đo xấu hổ khác được sử dụng để đánh giá các đặc điểm hoặc khuynh hướng cảm xúc - sự xấu hổ rõ rệt. "Làm người khác xấu hổ" thường có nghĩa là chủ động truyền đạt trạng thái xấu hổ cho người khác. Các hành vi được thiết kế để "phát hiện" hoặc "phơi bày" những người khác đôi khi được sử dụng để gây ra sự xấu hổ cho người khác. Trong khi đó, có sự xấu hổ có nghĩa là duy trì ý thức kiềm chế để không chống lại người khác (như với sự khiêm tốn, khiêm nhường). Ngược lại với sự xấu hổ là sự không xấu hổ; cư xử mà không có sự kiềm chế, dễ xúc phạm người khác, tương tự như những cảm xúc khác như niềm tự hào hay sự kiêu ngạo.

## Tự đánh giá
Khi mọi người cảm thấy xấu hổ, trọng tâm đánh giá của họ là vào bản thân hoặc cái tôi. Xấu hổ là một sự thừa nhận tự trừng phạt bản thân khi một cái gì đó đã sai. Nó được liên kết với việc "hoàn tác tinh thần". Các nghiên cứu về sự xấu hổ cho thấy rằng khi những người xấu hổ cảm thấy rằng toàn bộ bản thân họ là vô dụng, bất lực và nhỏ bé, họ cũng cảm thấy tiếp xúc với khán giả - thực tế hoặc tưởng tượng - tồn tại hoàn toàn với mục đích xác nhận rằng bản thân họ là vô giá trị. Xấu hổ và ý thức về bản thân bị kỳ thị, hoặc đối xử bất công, như bị cha mẹ từ chối công khai vì lợi ích của anh chị em trong nhà, và được người khác bên ngoài làm cho xấu hổ bất kể kinh nghiệm hay nhận thức của chính mình. Một cá nhân trong tình trạng xấu hổ, sẽ áp đặt sự xấu hổ trong nội tâm từ việc trở thành nạn nhân của môi trường, và điều tương tự được áp đặt từ bên ngoài, hoặc được chỉ định bởi những người khác bất kể kinh nghiệm hoặc nhận thức của chính cá nhân đó.
"Cảm giác xấu hổ" là cảm giác được gọi là cảm giác tội lỗi nhưng "ý thức" hoặc nhận thức về "sự xấu hổ như một trạng thái" hoặc điều kiện xác định sự xấu hổ có hại (Lewis, 1971; Tangney, 1998). Cảm xúc chính trong tất cả các dạng xấu hổ là sự khinh miệt (Miller, 1984; Tomkins, 1967). Hai nơi trong đó xấu hổ được thể hiện là ý thức về bản thân là xấu và bản thân là không đủ. Mọi người sử dụng các phản ứng đối phó tiêu cực để chống lại nguồn gốc sâu xa, liên quan đến "sự đáng xấu hổ". Nhận thức xấu hổ có thể xảy ra do trải nghiệm của sự xấu hổ do người khác ảnh hưởng hoặc, nói chung, trong bất kỳ tình huống thiếu trung thực, ô nhục, thiếu thốn, bị sỉ nhục, hoặc thất vọng.

## Nhận biết
Nhà khoa học thế kỷ 19 Charles Darwin đã mô tả sự xấu hổ ảnh hưởng ở dạng nhận thấy được bao gồm sự đỏ mặt, bối rối của tâm trí, mắt nhìn xuống, tư thế chùng xuống và đầu cúi xuống; Darwin lưu ý những quan sát về sự xấu hổ này ảnh hưởng đến dân số loài người trên toàn thế giới, như được đề cập trong cuốn sách "Biểu hiện của cảm xúc ở người và động vật". Darwin cũng đề cập đến cảm giác ấm áp hay nóng bức, liên quan đến sự giãn mạch máu của khuôn mặt và làn da, có thể dẫn đến cảm giác xấu hổ hơn nữa. Thông thường hơn, hành động khóc có thể liên quan đến sự xấu hổ.